# Municipio de Pennsauken
El municipio de Pennsauken (en inglés: Pennsauken Township) es un municipio ubicado en el condado de Camden en el estado estadounidense de Nueva Jersey. En el año 2010 tenía una población de 35.885 habitantes y una densidad poblacional de 1.135,6 personas por km².

## Geografía
El municipio de Pennsauken se encuentra ubicado en las coordenadas 39°57′24″N 75°3′21″O / 39.95667, -75.05583.

## Demografía
Según la Oficina del Censo en 2000 los ingresos medios por hogar en el municipio eran de $47,538 y los ingresos medios por familia eran $52,760. Los hombres tenían unos ingresos medios de $37,652 frente a los $30,100 para las mujeres. La renta per cápita para la localidad era de $19,004. Alrededor del 8% de la población estaba por debajo del umbral de pobreza.